# 黄精叶钩吻
黄精叶钩吻（学名：Croomia japonica）为百部科黄精叶钩吻属下的一个种。